# (5202) 1983 XX
(5202) 1983 XX (1983 XX, 1979 SF12, 1990 QX) — астероїд головного поясу.
Тіссеранів параметр щодо Юпітера — 3,475.